# Menneville, Pas-de-Calais

Menneville este o comună în departamentul Pas-de-Calais, Franța. În 1 ianuarie 2022 avea o populație de 652 de locuitori.